# Thierry Breton
Thierry Breton (født 15. januar 1955 i Paris) er en fransk virksomhedsleder, politiker, forfatter og Europa-Kommissær for det indre marked fra 2019 til 2024.
Breton var næstformand og administrerende direktør for Bull (1996-1997), formand og administrerende direktør for Thomson-RCA (1997-2002) og formand og administrerende direktør for France Télécom (2002-2005). I 2005 gik han ind i fransk politik som økonomi-, finans- og industriminister (2005-2007) i regeringerne under premierministrene Jean-Pierre Raffarin og Dominique de Villepin i Jacques Chiracs præsidentperiode. Fra 2007 til 2008 var han professor ved Harvard Business School, før han kom til Atos fra 2009 til 2019 som administrerende direktør.
I 2019 blev han EU-kommissær for det indre marked i Von der Leyen-kommissionen. Han trak sig fra posten 16. september 2024 grundet utilfredshed med kommissionsformand Ursula von der Leyen. Hans arbejdsopgaver som europa-kommissær blev midlertidigt overtaget af Margrethe Vestager.
Breton har en kandidatgrad i elektroteknik og datalogi fra École supérieure d'électricité (Supélec, nu CentraleSupélec) i 1979 og dimitterede senere fra Institut des hautes études de défense nationale (IHEDN).
Breton har været gift med journalisten Nicole-Valerie Baroin siden 1982. De har en søn og to døtre.
Breton er officer af Æreslegionen og kommandør af Ordre National du Mérite. Han er også medlem af Le Siècle.